# 솔라리아 플라자

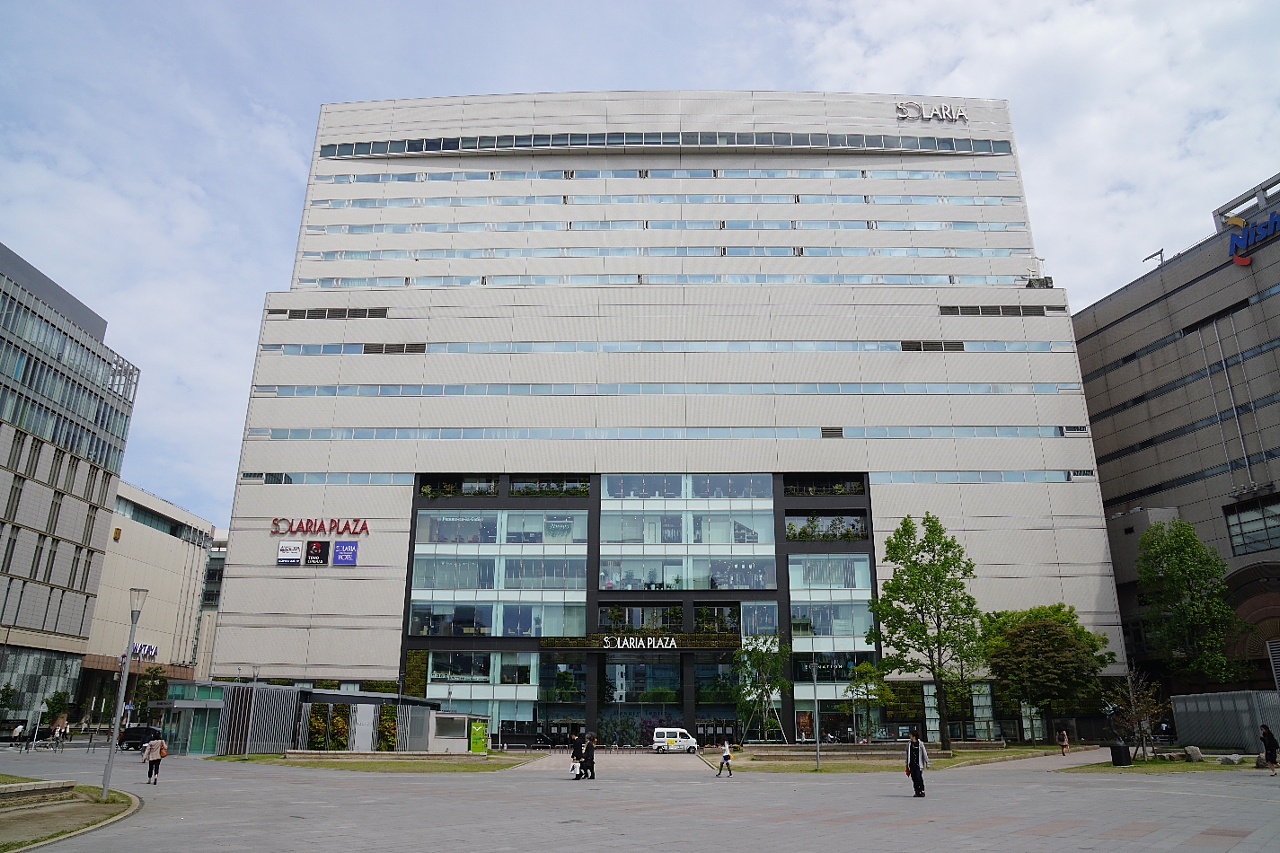
솔라리아 플라자

솔라리아 플라자(일본어: ソラリアプラザ, 영어: SOLARIA STAGE)는 일본 후쿠오카현 후쿠오카시 주오구 덴진에 위치한 상업시설이다.
서일본 철도의 니시테쓰 후쿠오카 역 주변 재개발 사업 덴진 솔라리아 계획 제1기로서 건설되어 1989년 3월에 완성되었다.
높이는 지상 17층, 지하 2층 규모로 구성되어 있어, 쇼핑센터 형태로 이루어져 있다.